# Mbwana Samatta
Mbwana Ally Samatta (Dar es Salaam, 13 december 1992) is een Tanzaniaans voetballer die doorgaans als aanvaller speelt. Samatta debuteerde in 2011 in het Tanzaniaans voetbalelftal.

## Carrière

### Afrika
Samatta werd in 1992 geboren in Dar es Salaam, de grootste stad van Tanzania. Hij voetbalde in eigen land voor African Lyon, dat hij in 2010 inruilde voor Simba SC. In de loop van 2011 maakte de spits de overstap naar TP Mazembe. Met de Congolese club won hij vier keer op rij de landstitel. In 2015 won hij ook de Afrikaanse Champions League. In de finale tegen USM Alger zette hij in zowel de heen- als terugwedstrijd een strafschop om. Met Mazembe nam hij hierdoor in december 2015 deel aan het wereldkampioenschap voetbal voor clubs. Mazembe werd echter in de kwartfinale al uitgeschakeld door het Japanse Sanfrecce Hiroshima, ook de troostwedstrijd voor de vijfde plaats werd verloren tegen het Mexicaanse Club América. Samatta stond in beide wedstrijden 90 minuten op het veld.

### KRC Genk
In januari 2016 trok hij naar het Belgische KRC Genk. Hij maakte zijn debuut op 6 februari 2016 in de gewonnen wedstrijd tegen Royal Mouscron-Péruwelz door in de 73ste minuut in te vallen voor Nikos Karelis. Zijn eerste goal maakte hij op 28 februari 2016 in de wedstrijd tegen Club Brugge. In zijn eerste jaar bij Genk maakte Samatta vijf doelpunten in achttien competitieduels. Het seizoen erop scoorde hij dertien competitietreffers in zevenendertig competitiewedstrijden. Voor aanvang van het seizoen 2017/18 kreeg de aanvaller het rugnummer 10. Op 22 december 2018 maakte Genk bekend dat Samatta zijn contract bij de club had verlengd tot de zomer van 2021. Op 6 mei 2019 won hij de Ebbenhouten Schoen, dit is de prijs voor de beste speler uit Afrika of van Afrikaanse afkomst in de Jupiler Pro League. Samatta is hiermee de eerste Genk speler sinds 2002 die deze prijs wint. Op 16 mei 2019 won hij met Genk de landstitel op het veld van RSC Anderlecht. In de zomer van 2019 won hij met Racing Genk de Belgische Supercup na een ruime 3-0 overwinning tegen KV Mechelen.

### Aston Villa
Samatta tekende op 20 januari 2020 een contract tot medio 2024 bij Aston Villa, dat ruim tien miljoen euro voor hem betaalde aan KRC Genk. Zijn enige goal voor de Engelse club maakte “Samagoal” tegen Manchester City in de League-cup finale die verloren werd met 1-2.

### Fenerbahce
De passage van Ally Samatta bij Aston Villa was van korte duur, hij wordt namelijk sinds augustus 2020 uitgeleend aan Fenerbahce. De Turkse club heeft een afkoopclausule van €6.000.000 afgedwongen bij de Engelsen. Hierdoor zal hij in de zomer van 2021 een permanente transfer naar Fenerbahce SK maken. In zijn eerste seizoen in Turkije kwam Samatta in 27 competitiewedstrijden in actie waarin hij goed was voor 5 doelpunten. Samatta startte het seizoen 2021/22 nog bij Fenerbahçe, hij kwam in 3 competitiewedstrijden in actie, maar belandde al snel op een zijspoor. Net voor het einde van de transferperiode, op 31 augustus 2021, maakte het Belgische Royal Antwerp FC bekend dat het Samatta voor één seizoen huurde met een aankoopoptie. Hij debuteerde officieel op 11 september 2021 in de competitiewedstrijd tegen KAS Eupen. Na 56 minuten mocht Samatta van coach Brian Priske invallen voor Benson Manuel. Antwerp zou deze wedstrijd uiteindelijk ook winnend afsluiten met 0-1. Enkele dagen later mocht Samatta voor het eerst starten wat ook leidde tot zijn eerste doelpunt. In de groepswedstrijd voor de UEFA Europa League tegen de Griekse club Olympiakos Piraeus scoorde hij de 1-1 in de 74ste minuut. Antwerp zou uiteindelijk echter wel nog verliezen met 2-1. Samatta verliet op het einde van dat seizoen Antwerp nadat de club bekend maakte dat het de aankoopoptie op hem niet zou lichten.

### Terugkeer naar Genk
Op 16 augustus 2022 maakte zijn ex-club KRC Genk dat het Samatta (op huurbasis) terughaalde naar Limburg. In het huurcontract werd ook een aankoopoptie afgedwongen. Samatta ging er spelen met het rugnummer 7. Hij maakte zijn officiële rentree met een invalbeurt in de competitiewedstrijd tegen Cercle Brugge op 20 augustus 2022, Samatta kwam in de 87ste wedstrijd op het veld als vervanger van Joseph Paintsil. Op 11 september 2022 was hij met zijn eerste doelpunt van het seizoen matchwinnaar in de competitiewedstrijd tegen Union Saint-Gilles. In de blessuretijd kopte Samatta op een hoekschop de 1-2 eindstand op het bord.

## Clubstatistieken
| Seizoen     | Club            | Competitie      | Competitie | Competitie | Competitie | Beker | Beker | Beker | Internationaal | Internationaal | Internationaal | Totaal | Totaal | Totaal |
| Seizoen     | Club            | Competitie      | Wed.       | Dlp.       | Ass.       | Wed.  | Dlp.  | Ass.  | Wed.           | Dlp.           | Ass.           | Wed.   | Dlp.   | Ass.   |
| ----------- | --------------- | --------------- | ---------- | ---------- | ---------- | ----- | ----- | ----- | -------------- | -------------- | -------------- | ------ | ------ | ------ |
| 2010/11     | Simba SC        | Premier League  | ?          | ?          | ?          | ?     | ?     | ?     | 2              | 1              | 0              | 2      | 1      | 0      |
| Club Totaal | Club Totaal     | Club Totaal     | ?          | ?          | ?          | ?     | ?     | ?     | 2              | 1              | 0              | 2      | 1      | 0      |
| 2011/12     | TP Mazembe      | Linafoot        | ?          | ?          | ?          | ?     | ?     | ?     | 11             | 6              | 1              | 11     | 6      | 1      |
| 2012/13     | TP Mazembe      | Linafoot        | ?          | ?          | ?          | ?     | ?     | ?     | 4              | 2              | 1              | 4      | 2      | 1      |
| 2013/14     | TP Mazembe      | Linafoot        | ?          | ?          | ?          | ?     | ?     | ?     | 10             | 3              | 2              | 10     | 3      | 2      |
| 2014/15     | TP Mazembe      | Linafoot        | ?          | ?          | ?          | ?     | ?     | ?     | 13             | 8              | 4              | 13     | 8      | 4      |
| 2015/16     | TP Mazembe      | Linafoot        | ?          | ?          | ?          | ?     | ?     | ?     | 2              | 0              | 1              | 2      | 0      | 1      |
| Club Totaal | Club Totaal     | Club Totaal     | ?          | ?          | ?          | ?     | ?     | ?     | 40             | 19             | 9              | 40     | 19     | 9      |
| 2015/16     | KRC Genk        | Eerste klasse A | 18         | 5          | 2          | 0     | 0     | 0     | —              | —              | —              | 18     | 5      | 2      |
| 2016/17     | KRC Genk        | Eerste klasse A | 37         | 14         | 3          | 4     | 2     | 0     | 18             | 5              | 3              | 59     | 21     | 6      |
| 2017/18     | KRC Genk        | Eerste klasse A | 31         | 8          | 3          | 4     | 0     | 1     | —              | —              | —              | 35     | 8      | 4      |
| 2018/19     | KRC Genk        | Eerste klasse A | 39         | 23         | 5          | 1     | 0     | 0     | 12             | 9              | 2              | 52     | 32     | 7      |
| 2019/20     | KRC Genk        | Eerste klasse A | 20         | 7          | 0          | 2     | 0     | 1     | 6              | 3              | 1              | 28     | 10     | 2      |
| Club Totaal | Club Totaal     | Club Totaal     | 145        | 57         | 13         | 11    | 2     | 2     | 36             | 17             | 6              | 192    | 76     | 21     |
| 2019/20     | Aston Villa FC  | Premier League  | 14         | 1          | 0          | 2     | 1     | 0     | —              | —              | —              | 16     | 2      | 0      |
| Club Totaal | Club Totaal     | Club Totaal     | 14         | 1          | 0          | 2     | 1     | 0     | 0              | 0              | 0              | 16     | 2      | 0      |
| 2020/21     | Fenerbahçe SK   | Süper Lig       | 27         | 5          | 0          | 3     | 1     | 0     | —              | —              | —              | 30     | 6      | 0      |
| 2021/22     | Fenerbahçe SK   | Süper Lig       | 3          | 0          | 0          | 0     | 0     | 0     | 0              | 0              | 0              | 3      | 0      | 0      |
| Club Totaal | Club Totaal     | Club Totaal     | 30         | 5          | 0          | 3     | 1     | 0     | 0              | 0              | 0              | 33     | 6      | 0      |
| 2021/22     | → Royal Antwerp | Eerste klasse A | 32         | 5          | 5          | 1     | 1     | 0     | 6              | 3              | 0              | 39     | 9      | 5      |
| Club Totaal | Club Totaal     | Club Totaal     | 32         | 5          | 5          | 1     | 1     | 0     | 6              | 3              | 0              | 39     | 9      | 5      |
| 2022/23     | → KRC Genk      | Eerste klasse A | 33         | 6          | 1          | 3     | 0     | 0     | —              | —              | —              | 36     | 6      | 1      |
| Club Totaal | Club Totaal     | Club Totaal     | 179        | 63         | 14         | 13    | 2     | 2     | 36             | 17             | 6              | 228    | 82     | 22     |
| TOTAAL      | TOTAAL          | TOTAAL          | 255        | 74         | 19         | 19    | 5     | 2     | 84             | 40             | 15             | 360    | 119    | 36     |

## Interlandcarrière
Samatta maakte op 26 maart zijn debuut in het Tanzaniaans voetbalelftal, in een met 2–1 gewonnen kwalificatiewedstrijd voor het toernooi om de Afrika Cup tegen de Centraal-Afrikaanse Republiek. Hij maakte in deze wedstrijd meteen het winnende doelpunt. Samatta werd in 2016 aanvoerder van het Tanzaniaans elftal. Hiermee nam hij drie jaar later deel aan het Afrikaans kampioenschap 2019, zijn eerste eindtoernooi. Hij scoorde in een met 3–2 verloren groepswedstrijd tegen Kenia.

## Erelijst
| Competitie           |            |                        |            |            |
| Competitie           | Aantal     | Jaren                  |            |            |
| TP Mazembe           | TP Mazembe | TP Mazembe             | TP Mazembe | TP Mazembe |
| -------------------- | ---------- | ---------------------- | ---------- | ---------- |
| CAF Champions League | 1x         | 2015                   |            |            |
| Congolees kampioen   | 4x         | 2011, 2012, 2013, 2014 |            |            |
| Congolese Supercup   | 2x         | 2013, 2014             |            |            |
| KRC Genk             |            |                        |            |            |
| Belgisch kampioen    | 1x         | 2018/19                |            |            |
| Belgische Supercup   | 1x         | 2019                   |            |            |

| Individueel                                       |    |      |
| Afrikaans speler van het jaar (spelend in Afrika) | 1x | 2015 |
| Ebbenhouten Schoen                                | 1x | 2019 |